# 腓立比戰役

腓立比战役

腓立比戰役是爆發於西元前42年的羅馬共和國內戰，是解放者内战的一部分。作戰一方是馬克·安東尼和屋大維，另一方是蓋烏斯·卡西烏斯·朗基努斯和马尔库斯·尤利乌斯·布鲁图斯，這場戰爭主要因為兩年半前凱撒遭後方人士刺殺，實際控制政權的後三頭同盟遂予以討伐弔罪。
在10月3日的戰役可細分為兩場對戰，都發生於古城腓立比平原西部。這次戰鬥結果各陣營都一勝一負（安東尼勝卡西烏斯，但屋大維敗給布鲁图斯），然而卡西烏斯誤信布鲁图斯戰敗自殺的假情報而自盡；後來在10月23日的第二輪戰役中，孤軍作戰的布鲁图斯終吞敗果，最後真的以自殺收場。安東尼與屋大維遂成為羅馬最有權勢的兩位統帥。

## 註腳
1. ↑  Roller (2010)，第75頁.
2. ↑  Burstein (2004)，第22–23頁.
3. ↑  Bivar, H.D.H. William Bayne Fisher; Ilya Gershevitch; Ehsan Yarshater; R. N. Frye; J. A. Boyle; Peter Jackson; Laurence Lockhart; Peter Avery; Gavin Hambly; Charles Melville , 编. . Cambridge University Press. 1968: 57. ISBN 0-521-20092-X.
4. 1 2 3 4 5 6  Goldsworthy 2010，第252頁.